# Arbaïne Cherif
Arbaïne Cherif (aussi orthographié Rabaïne Cherif) est un quartier de la vieille ville de Constantine.
C'est le quartier du cheikh Ben Badis et de la Médersa inaugurée en 1909.
Ce quartier possède de nombreuses maisons d'époque ottomane, néanmoins il est fortement dégradé comme une grande partie de la vieille ville de Constantine.
Cependant, des projets de réhabilitation sont en cours.

## Toponymie
Le nom du quartier viendrait de ses habitants qui seraient originaires du Maroc et seraient des membres de la dynastie almohade. En effet, cherif signifie "saint, noble, vertueux" en arabe.
Néanmoins cette étymologie est soumise à controverse, une autre version explique que le nom serait un hommage à la résistance des habitants du quartier lors de la prise de Constantine par la France en 1837.